# Сен-Лу-ан-Комменж
Сен-Лу-ан-Комме́нж (фр. Saint-Loup-en-Comminges, окс. Sent Lop de Comenge) — коммуна во Франции, находится в регионе Юг — Пиренеи. Департамент — Верхняя Гаронна. Входит в состав кантона Булонь-сюр-Жес. Округ коммуны — Сен-Годенс.
Код INSEE коммуны — 31498.

## География

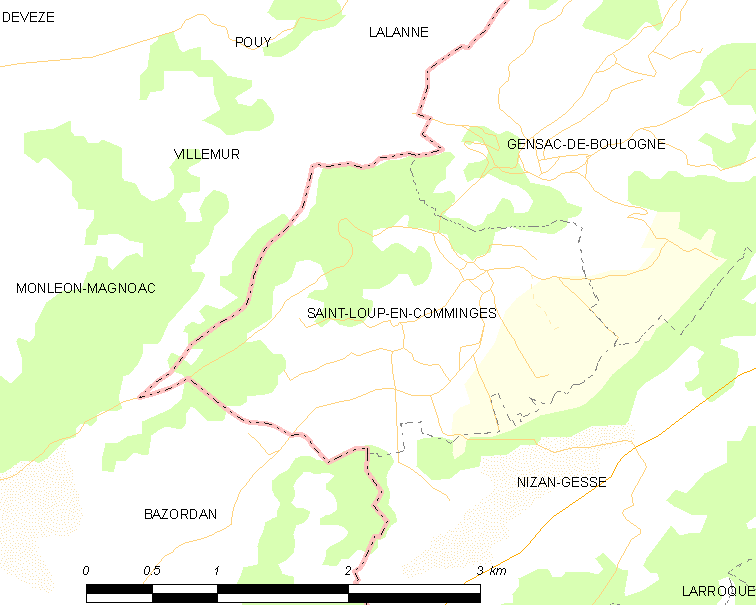
Карта коммуны

Коммуна расположена приблизительно в 640 км к югу от Парижа, в 80 км к юго-западу от Тулузы.
На юге коммуны протекает река Жес, а на севере — река Жимон.

## Климат
Климат умеренно-океанический. Зима мягкая и снежная, весна характеризуется сильными дождями и грозами, лето сухое и жаркое, осень солнечная. Преобладают сильные юго-восточные и северо-западные ветры.

## Население
Население коммуны на 2010 год составляло 38 человек.
| 1962 | 1968 | 1975 | 1982 | 1990 | 1999 | 2010 |
| ---- | ---- | ---- | ---- | ---- | ---- | ---- |
| 109  | 84   | 46   | 46   | 36   | 40   | 38   |

## Администрация
| Период | Период | Фамилия    | Партия | Примечания |
| ------ | ------ | ---------- | ------ | ---------- |
| 2001   | 2008   | Анри Дюпюи |        |            |
| 2008   | 2020   | Дени Бузиг |        |            |

## Экономика
В 2010 году среди 17 человек трудоспособного возраста (15—64 лет) 7 были экономически активными, 10 — неактивными (показатель активности — 41,2 %, в 1999 году было 61,9 %). Из 7 активных жителей работали 7 человек (4 мужчины и 3 женщины), безработных не было. Среди 10 неактивных 2 человека были учениками или студентами, 4 — пенсионерами, 4 были неактивными по другим причинам.